# HD 197036
HD 197036，又名BD+45 3233，SAO 49898、HR 7912，是一颗恒星，视星等为6.58，位于銀經84.37，銀緯2.52，其B1900.0坐标为赤經20h 36m 0.7s，赤緯+45° 2.52′ 48″。